# SN 2006tx
SN 2006tx – supernowa typu Ia odkryta 21 grudnia 2006 roku w galaktyce A011026-0034. Jej maksymalna jasność wynosiła 22,60m.